# 대한항공공사

대한항공공사 로고.

대한항공공사(大韓航空公社)는 항공운송사업과 이에 부대하는 사업을 경영함으로써 민간항공의 진흥발전을 도모하기 위하여 설립된 대한민국 교통부 산하 최초의 국영항공사였다. 초기자본금 50억원으로 설립되었고 설립 당시 사장 및 부사장을 합한 5인이내의 이사와 감사 1인을 두되, 사장과 부사장은 교통부 장관의 제청에 의하여 내각수반이 임면하며 그 임기는 3년으로 하였다. 본사는 서울특별시에 위치하고 있었다. 적자상황이 지속되자 정부가 1969년 대한항공공사법을 폐지하고 민영화를 추진해 현재의 한진그룹 계열사로 편입시킨 후 대한항공이 되었다.

## 설립 근거
- 대한항공공사법[5]

## 연혁
- 1946년 3월 1일 대한국민항공 설립
- 1962년 6월 19일 대한항공공사법 제정 및 정부 인수 후 대한항공공사로 전환 (자본금 50억원)[6]
- 1966년 3월 9일 자본금 축소 (50억원 → 35억원)
- 1969년 3월 1일 주식회사로 전환 후 한진상사가 인수[7]
- 1969년 8월 4일 대한항공공사법 폐지

## 보유 기종
| 기종                      | 대수 | 운항노선                  | 비고                                                       |
| ------------------------- | ---- | ------------------------- | ---------------------------------------------------------- |
| 더글러스 DC-3             | 3    | 단거리 국내선             | 우남호는 인하대학교에 보존 1대는 창랑호 납북 사건으로 납북 |
| 더글러스 DC-4             | 1    | 중거리 국내선             |                                                            |
| 더글러스 DC-9             | 2    | 단거리 국제선 및 국내선   |                                                            |
| 록히드 L-749 콘스틸레이션 | 1    | 중단거리 국제선 및 국내선 | 정석 비행장에 보존                                         |
| 포커 27                   | 5    | 국내선                    |                                                            |
| 가스덴 KR-2               | 2    | 국내선                    |                                                            |
| 스테이션 왜곤             | 4    | 국내선                    |                                                            |
| 페어차일드 FC-27          | 7    | 단거리 국제선 및 국내선   |                                                            |
| YS-11A-200                | 11   | 단거리 국제선 및 국내선   | 1대는 대한항공 YS-11기 납북 사건으로 납북                  |
| 합계                      | 34   |                           |                                                            |

## 역대 사주
- 신유협, 사장서리
- 신유협
- 장성환

## 같이 보기
- 한국공항공사
- 한국공항
- 한국항공우주산업
- 대한국민항공
- 닉슨 독트린
- 국가재건최고회의#민간 항공산업의 국영 항공사 체제로 전환